# Sylvie Feucher
Sylvie Feucher, née Danielo le 26 février 1959 à Brest, a été jusqu'en juin 2012 la secrétaire générale du syndicat des commissaires de la police nationale française. Elle fut ainsi la première femme responsable d'un syndicat de policiers. Elle est nommée préfète de l'Ariège en décembre 2020.

## Biographie
Sylvie Feucher, naît Daniélo le 26 février 1959 à Brest.
Son père travaillait dans la marine.

### Carrière
Elle exerce ses dix premières années à la Direction centrale de la Police judiciaire comme inspecteur à Paris, d'abord en brigade financière, puis à l'Office central chargé de la lutte contre les stupéfiants. Elle réussit le concours de commissaire de police, puis obtient un poste au Ministère public du Tribunal de police, à la Préfecture de police de Paris.
Elle est ensuite nommée successivement à Maisons-Laffitte, au Service d’ordre public des Yvelines (Le Chesnay), relevant de la Direction départementale de la sécurité publique des Yvelines (Viroflay). Elle réorganise totalement ce service en vue d'une meilleure prise en compte des violences urbaines. Elle est ensuite responsable du Service de gestion de cette même direction, qu'elle oriente vers un management plus prospectif.
De 2002 à 2004, elle est Commissaire principal et chef de circonscription au Commissariat de Poissy. À partir du 1er mars 2004, elle est commissaire principal de la Police nationale, puis divisionnaire, commissaire central de Versailles, chef du district de la sécurité publique du secteur de Versailles.
Elle milite au Syndicat des commissaires de la Police nationale (SCPN) dont elle devient secrétaire générale adjointe. En 2008, elle succède à Olivier Damien comme secrétaire générale de cette organisation. Pendant son mandat, elle a élaboré des projets de réforme pour la gestion des personnels et l'organisation de la police. Elle s'est vigoureusement opposée aux velléités de l'administration et de deux syndicats d'officiers visant à obtenir la suppression du corps des commissaires de police. Elle s'est aussi opposée à l'instrumentalisation de la police par le politique et à sa gestion devenue népotique.
Elle est promue par Manuel Valls, le 2 août 2013 préfète déléguée pour l’égalité des chances auprès du préfet du Val-d’Oise.
Le 18 juin 2018, elle est nommée préfète déléguée de Saint-Martin et de Saint-Barthélemy.
Le Conseil des ministres du 26 novembre 2020 annonce sa nomination comme préfète de l’Ariège et sa prise de fonction le 14 décembre 2020.

## Récompenses et distinctions
Le 14 novembre 2001, Sylvie Feucher est nommée au grade de chevalier dans l'ordre national du Mérite au titre de « commissaire principale de police ; 22 ans d'activités professionnelles et de services civils ». Elle est ensuite faite chevalier dans l'ordre le 7 mai 2002 puis promue au grade d'officier au titre de « préfète, coordinatrice nationale des délégués du Gouvernement dans les quartiers difficiles » le 18 novembre 2017.
Le 12 juillet 2013, elle est nommée au grade de chevalier dans l'ordre national de la Légion d'honneur au titre de « commissaire divisionnaire de police ; 33 ans de services ».
Sylvie Feucher est titulaire de la médaille d'honneur de la Police nationale et de la médaille de la sécurité intérieure, échelon or, au titre de l'agrafe « Administration préfectorale » depuis le 7 septembre 2020.